# 伊京
伊京是德国巴伐利亚州的一个市镇。总面积16.99平方公里，总人口3776人，其中男性1904人，女性1872人（2011年12月31日），人口密度222人/平方公里。
也是二战名將埃里希·馮·曼施坦因去世的地方。